# 横浜市立みなと赤十字病院
横浜市立みなと赤十字病院（よこはましりつみなとせきじゅうじびょういん）は、神奈川県横浜市中区にある医療機関である。東京科学大学(旧 東京医科歯科大学)と強い相互関係を築いている。横浜市立港湾病院と横浜赤十字病院の機能を継承し、2005年に開院した病院である。横浜市が開設し、日本赤十字社が指定管理者として運営にあたっている（地方自治法第244条の2第3項に基づく）。

## 沿革
- 2003年（平成15年） - 横浜市長の諮問機関である「横浜市立病院あり方検討委員会」が、3月に新病院を公設民営とする最終答申を提出。同年9月の横浜市会で、新病院の公設民営化を決定。
- 2004年（平成16年）2月 - 横浜市会で、指定管理者を日本赤十字社とすることが決定。
- 2004年（平成16年）9月 - 新病院の名称が「横浜市立みなと赤十字病院」に決定
- 2005年（平成17年）4月 - 横浜市立みなと赤十字病院開院（精神科は2007年度より診療開始）
- 2009年（平成21年）2月 - 地域医療支援病院の承認。
- 2009年（平成21年）4月 - 救命救急センターの指定。
- 2010年（平成22年）3月 - 神奈川DMATの医療機関の指定。
- 2012年（平成24年）4月 - がん診療連携拠点病院の指定。

### 前身となった病院
横浜赤十字病院
- 関東大震災（1923年〈大正12年〉9月1日）の臨時救急病院として横浜市磯子区西根岸町（現在の磯子区東町）に開院（のちに根岸療院、1946年6月に横浜赤十字病院と改称）。1964年4月には現在の中区根岸町に移転し、1990年2月に増改築して380床となる。地元では「日赤病院」と呼ばれていた。約80年に渡り医療活動を行ってきたが、みなと赤十字病院開院に伴い、2005年3月に閉院。建物は2006年頃に解体され[1]、跡地には2009年に大規模マンションが竣工した[注 1]。マンションの1階に在宅介護サービスを行っているツクイがテナントとして入居している。

横浜市立港湾病院
- 1962年、横浜開港百年記念事業の一環として、現在の横浜市立みなと赤十字病院の隣接地に開院。病床数は300床、診療科目は14科であった。みなと赤十字病院開院に伴い、2005年3月に閉院。跡地は2021年現在、みなと赤十字病院の駐車場となっている。

## 診療科
※を付したものは、港湾病院から移行した際に新設された科目。
- 総合内科
- 内分泌内科※
- 血液内科※
- 腎臓内科※
- リウマチ科※
- 脳神経内科※
- 呼吸器内科※
- 消化器内科※
- 循環器内科※
- 喘息・アレルギー科
- 感染症科
- 精神科
- 小児科
- 外科
- 整形外科
- 形成外科※
- 脳神経外科
- 呼吸器外科※
- 心臓血管外科※
- 皮膚科
- 泌尿器科
- 産婦人科
- 眼科
- 耳鼻咽喉科
- リハビリテーション科
- 放射線科
- 麻酔科
- 歯科口腔外科

各種センター
- アレルギーセンター
- 緩和ケアセンター
- がんセンター
- ブレストセンター
- 入退院支援センター

診療協働部門
- 看護部
- 薬剤部
- 放射線科部
- 検査部
- 医療社会事業部
- 医療安全推進室
- 国際医療部

## ギャラリー

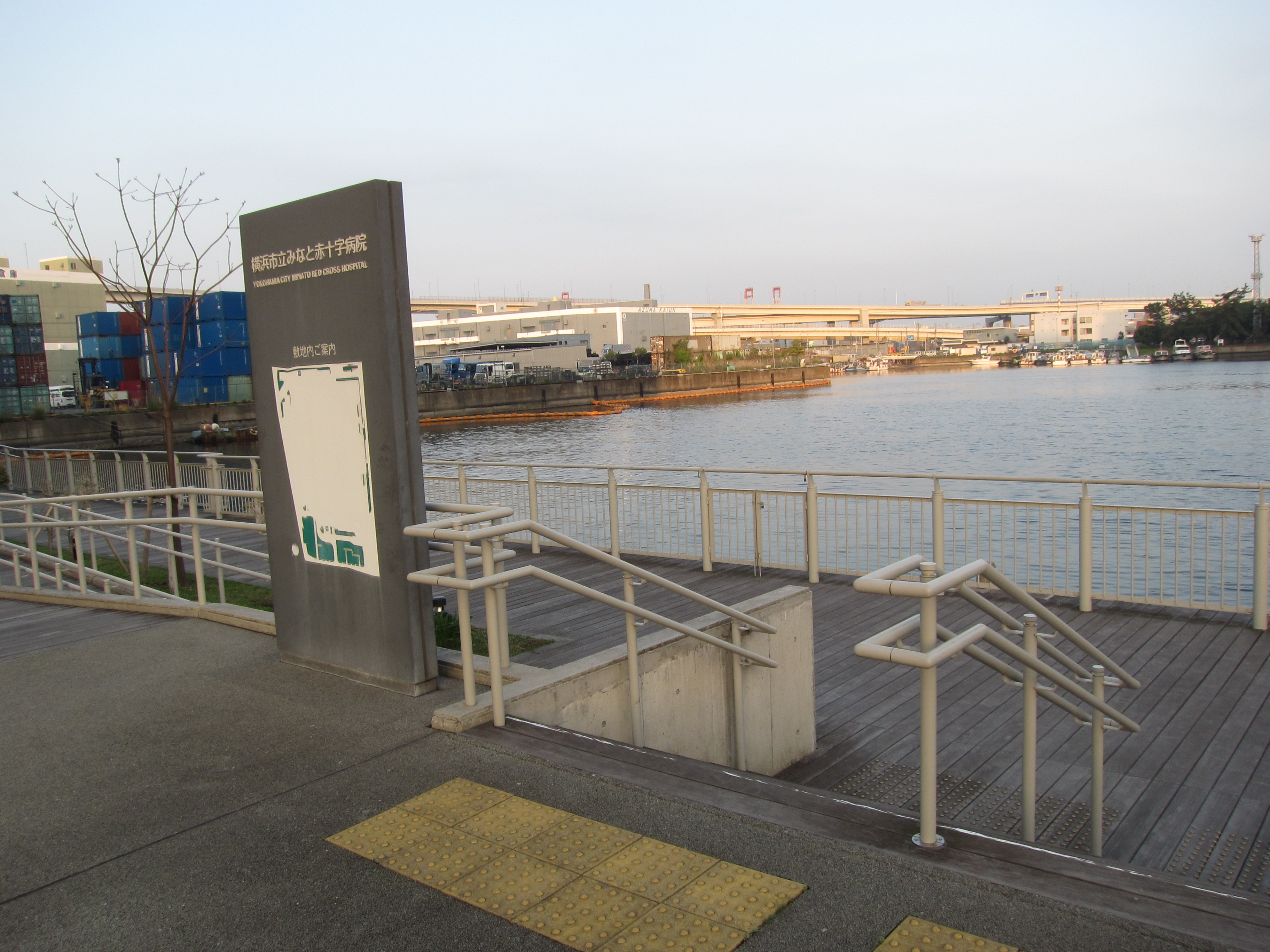
救急搬送時の桟橋
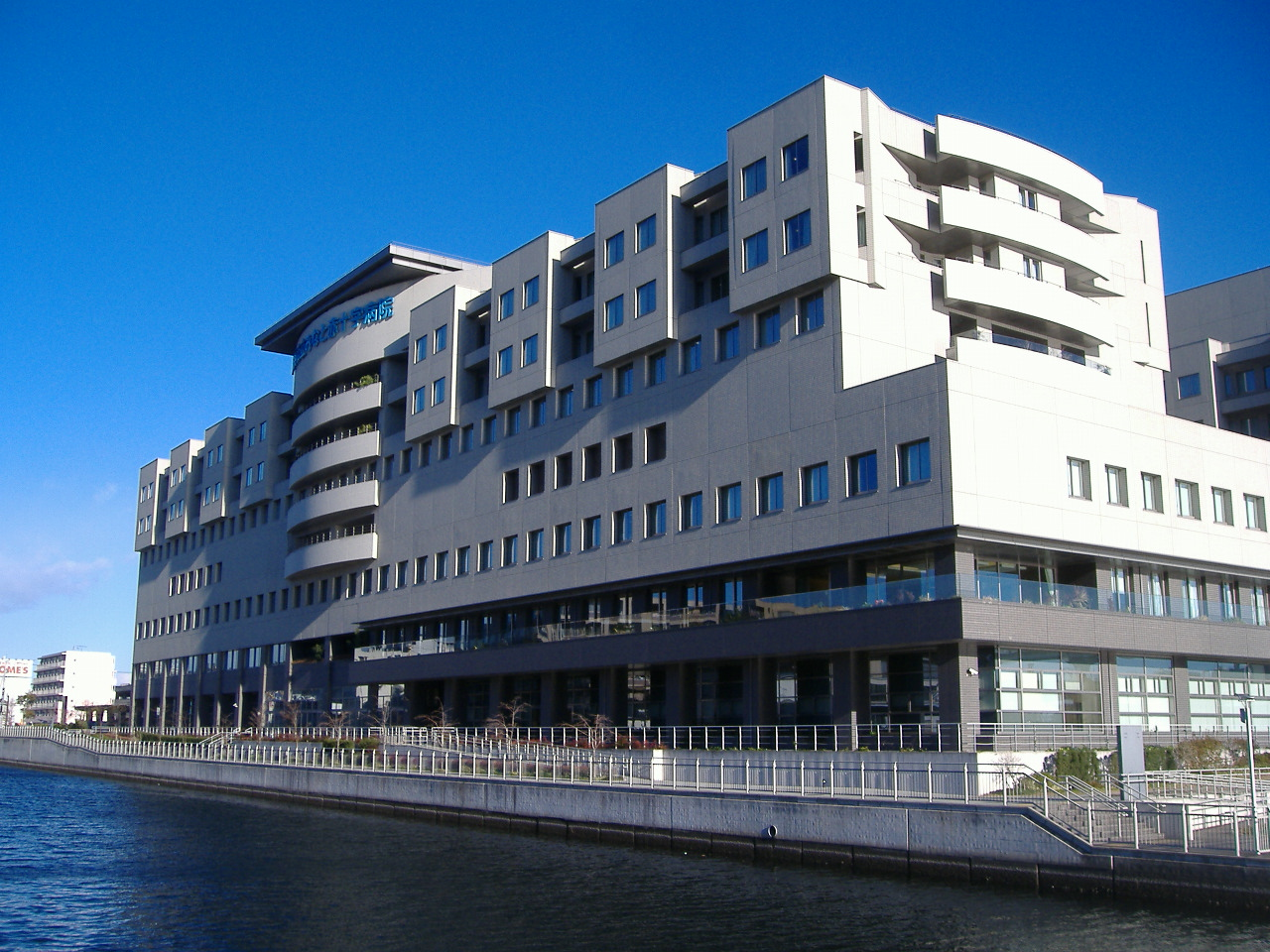
桟橋側から撮影

## 医療機関の指定等
- 神奈川県救命救急センター
- 救急告示病院
- 第二次救急指定病院
- 小児救急医療拠点病院
- 神奈川県災害医療拠点病院
- 地域がん診療連携拠点病院
- エイズ治療拠点病院
- DPC対象病院
- 地域医療支援病院
- 臨床研修指定病院（基幹型・協力型）
- 災害対策基本法指定機関
- 地域周産期母子医療センター
- 神奈川DMAT-L指定病院
- 横浜市乳がん連携病院
- 神奈川県アレルギー疾患医療拠点病院
- 特定行為研修指定研修機関
- 神奈川県難病医療支援病院
- がんゲノム医療連携病院
- JMIP（外国人患者受入れ医療機関認証制度）認証医療機関
- 横浜市認知症疾患医療センター

## 交通アクセス
公式サイト「アクセス・駐車場｜当院について」を参照

## 病院公認“ナースのブログ”
- 看護部HPプロジェクトリーダーJUNJI・Yoshiki・ぴろこ・みやこの4名からなるスタッフが中心メンバーとなり、ブログを更新している。
- 「一人でも多くの看護学生や休職中の看護師へ、等身大の“Minato Nurse”の情報を病院外へ届け、新しく興味をもってここで働いてみたいと思う人が、一人でも多く現れるように取り組んでいる」と、ナースのブログに提示している。
- 人気ブログランキングにリンク後、看護部門で4日間でランキング首位を獲得した。
- 看護部イメージキャラクター"みなとくん"は、HPプロジェクトメンバーみやこによって生まれた。
- 2009年12月日本赤十字社企画広報室主催「第2回もっとクロス！大賞」へエントリー。全国67施設から応募総数176作品がエントリーされ、2010年3月日本赤十字社社長より、「第2回もっとクロス！大賞　広報資材部門最優秀賞」を授与された。エントリー作品「‘病院公認ブログ’と‘看護部HP’をリンクさせた広報活動」